# 14. østlige længdekreds
Den 14. østlige længdekreds (eller 14 grader østlig længde) er en længdekreds, der ligger 14 grader øst for nulmeridianen. Den løber gennem Ishavet, Atlanterhavet, Europa, Afrika, det Sydlige Ishav og Antarktis.